# Grosser Tunnel

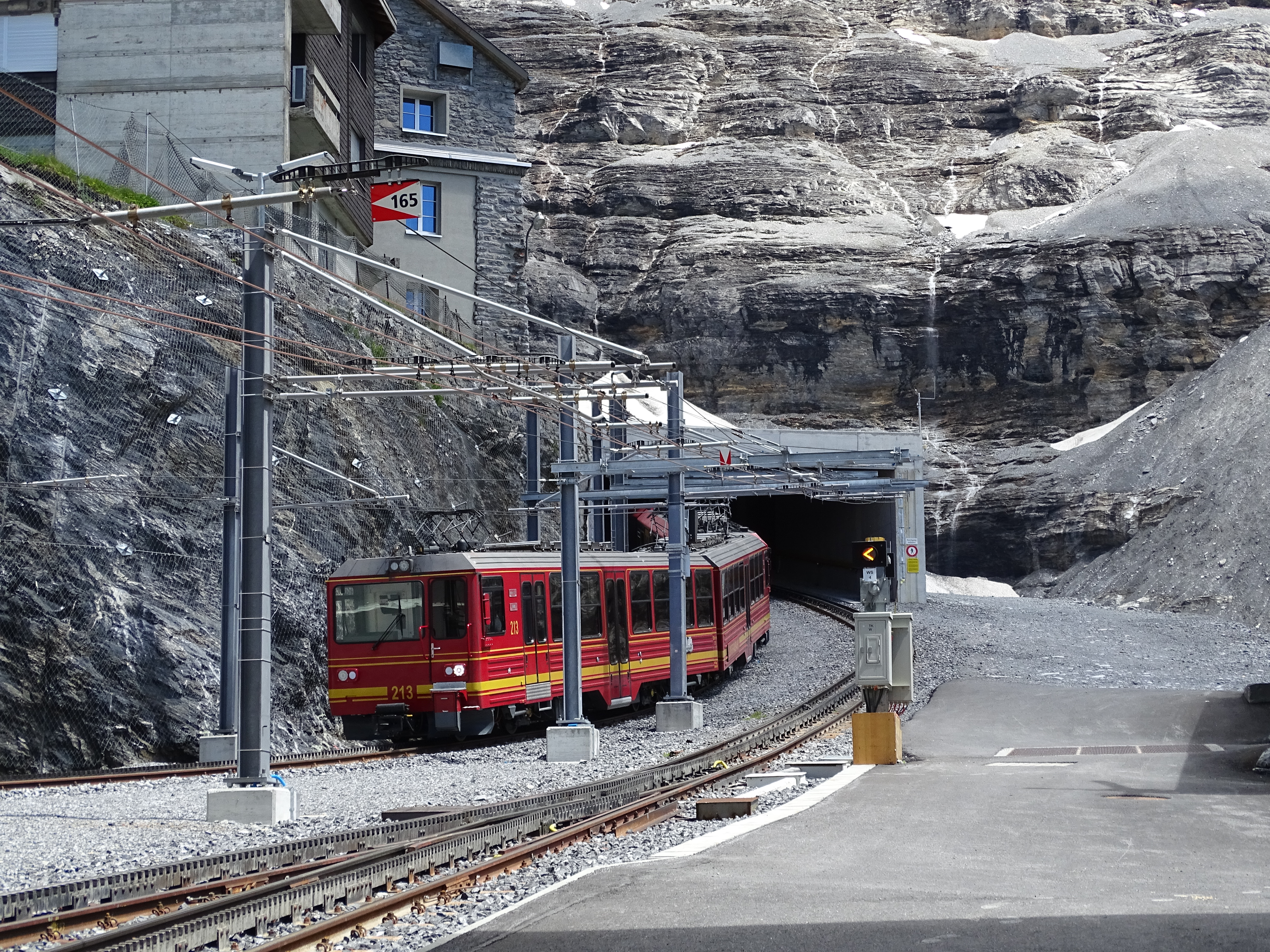
Portal beim Bahnhof Eigergletscher, 2320 m (2022)

Der Grosse Tunnel, umgangssprachlich Jungfrautunnel, ist ein 7202 Meter langer, einspuriger Schmalspur-Eisenbahntunnel der Jungfraubahn in der Schweiz.
Der Tunnel führt von dem auf 2320 m ü. M. gelegenen Bahnhof Eigergletscher im Kanton Bern in einem weit ausholenden U zum unterirdischen Bahnhof Jungfraujoch (3454 m ü. M.) auf der Kantonsgrenze Bern/Wallis. Er wurde von 1899 bis 1912 in verschiedenen Etappen erbaut und ist auch heute noch einer der längsten seiner Art.
Eine Besonderheit sind die mit Fenstern ausgestatteten Zwischenstationen, in denen die Bahn jeweils anhält. Die Station Eigerwand befindet sich auf 2866 Metern mitten in der Eiger-Nordwand, die Station Eismeer auf 3160 Metern in einem Gletschergebiet.

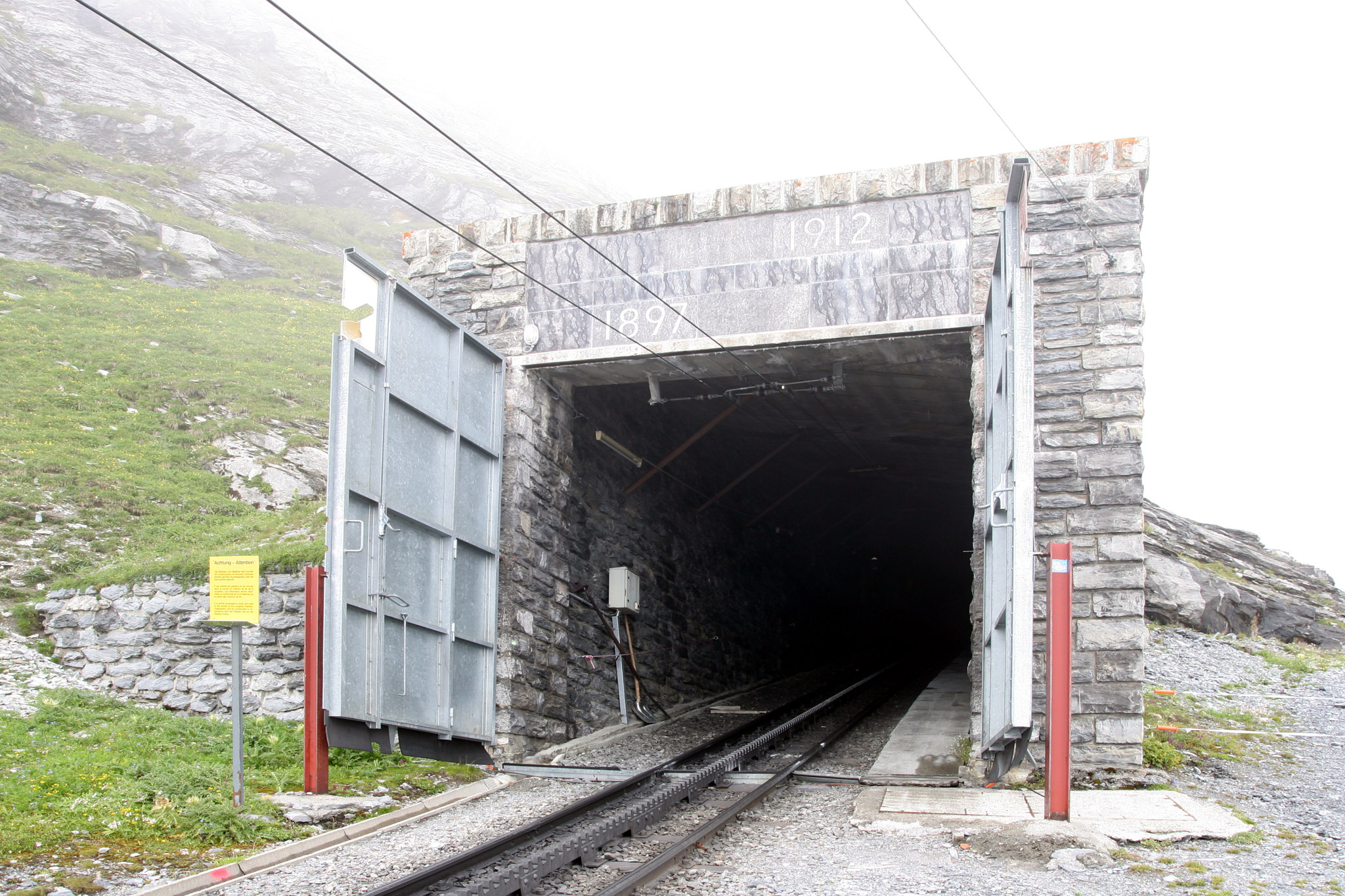
Portal in 2009, 2320 m
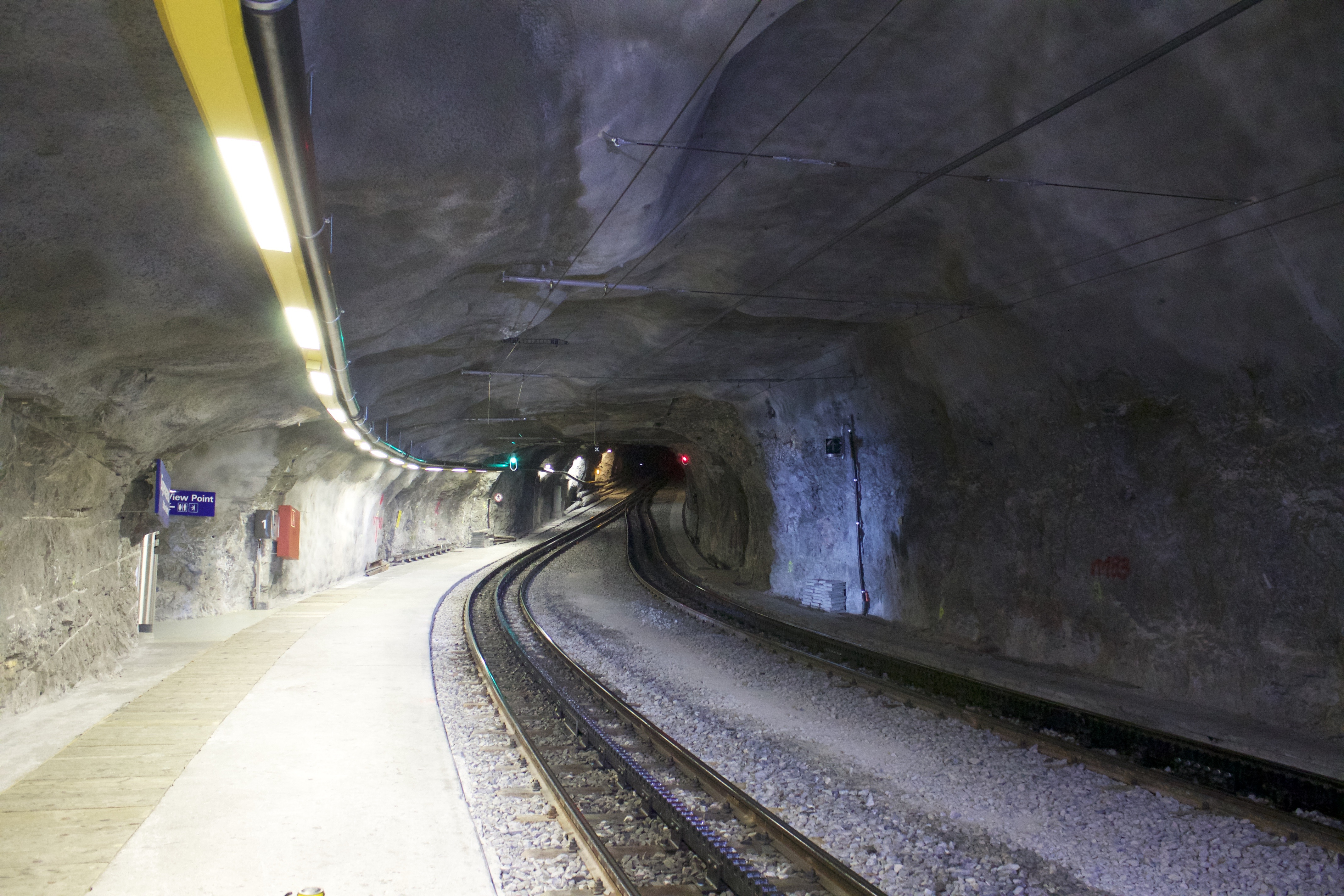
Tunnel bei der Station Eigerwand, 2865 m (2015)
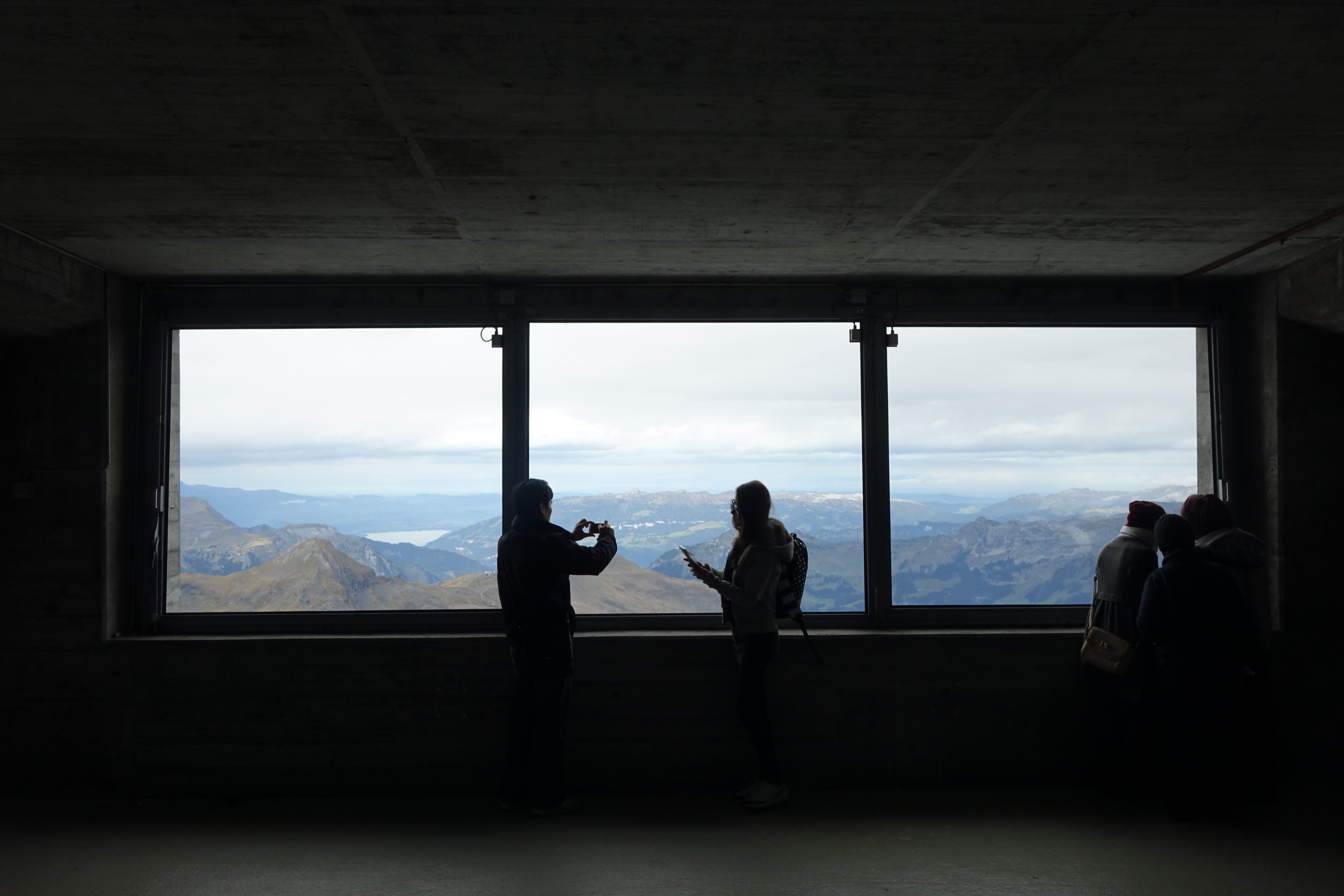
Fenster bei der Station Eigerwand, 2865 m (2008)
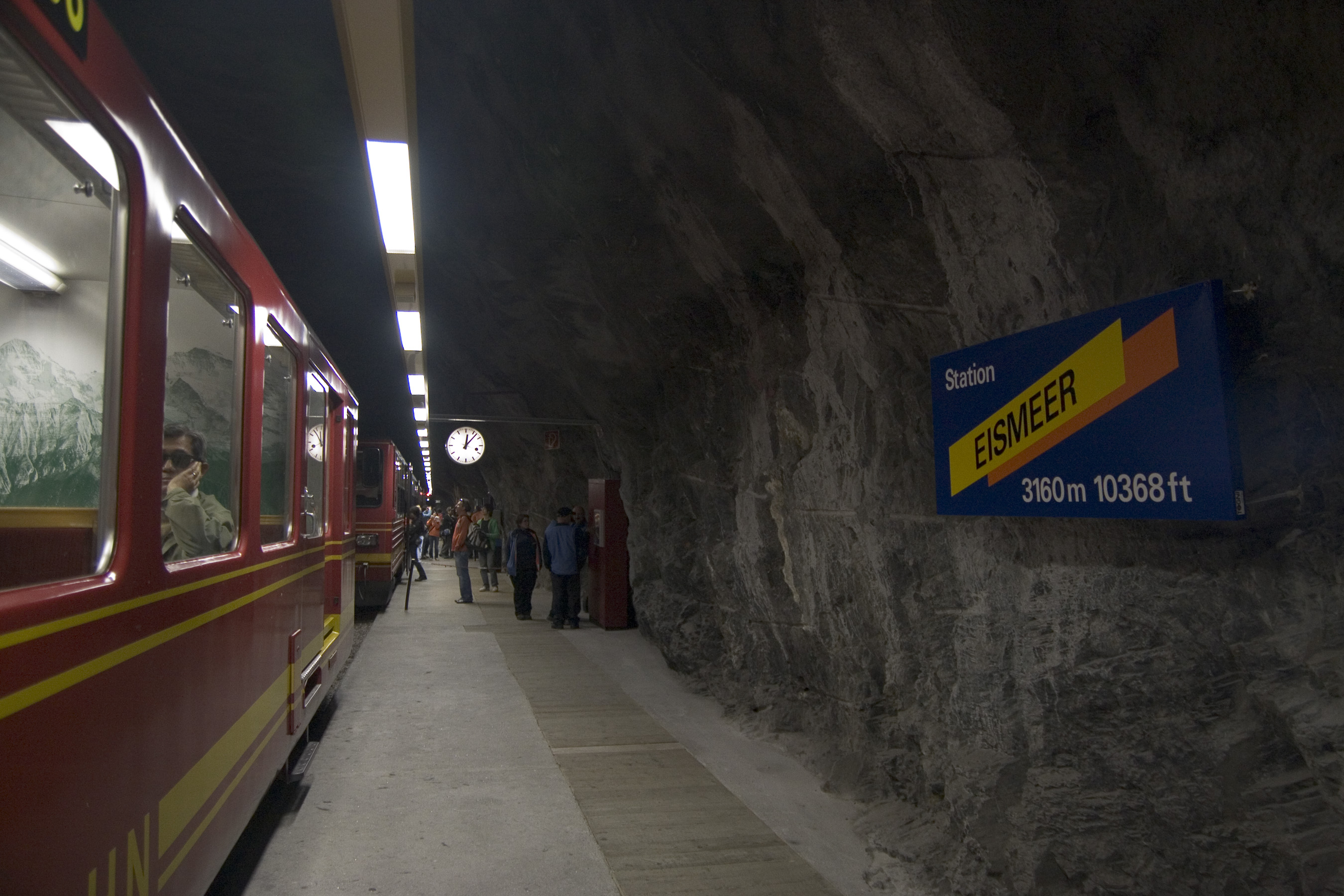
Tunnel bei der Station Eismeer, 3160 m (2008)
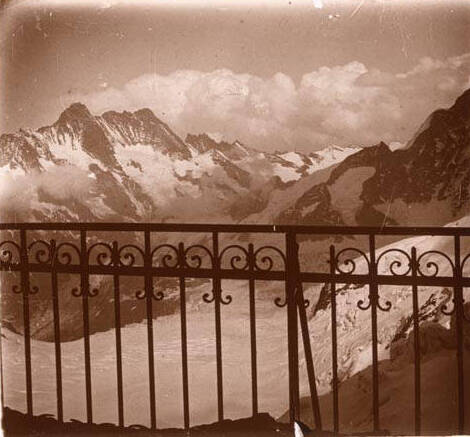
Aussicht von der Station Eismeer, 3160 m (1923)
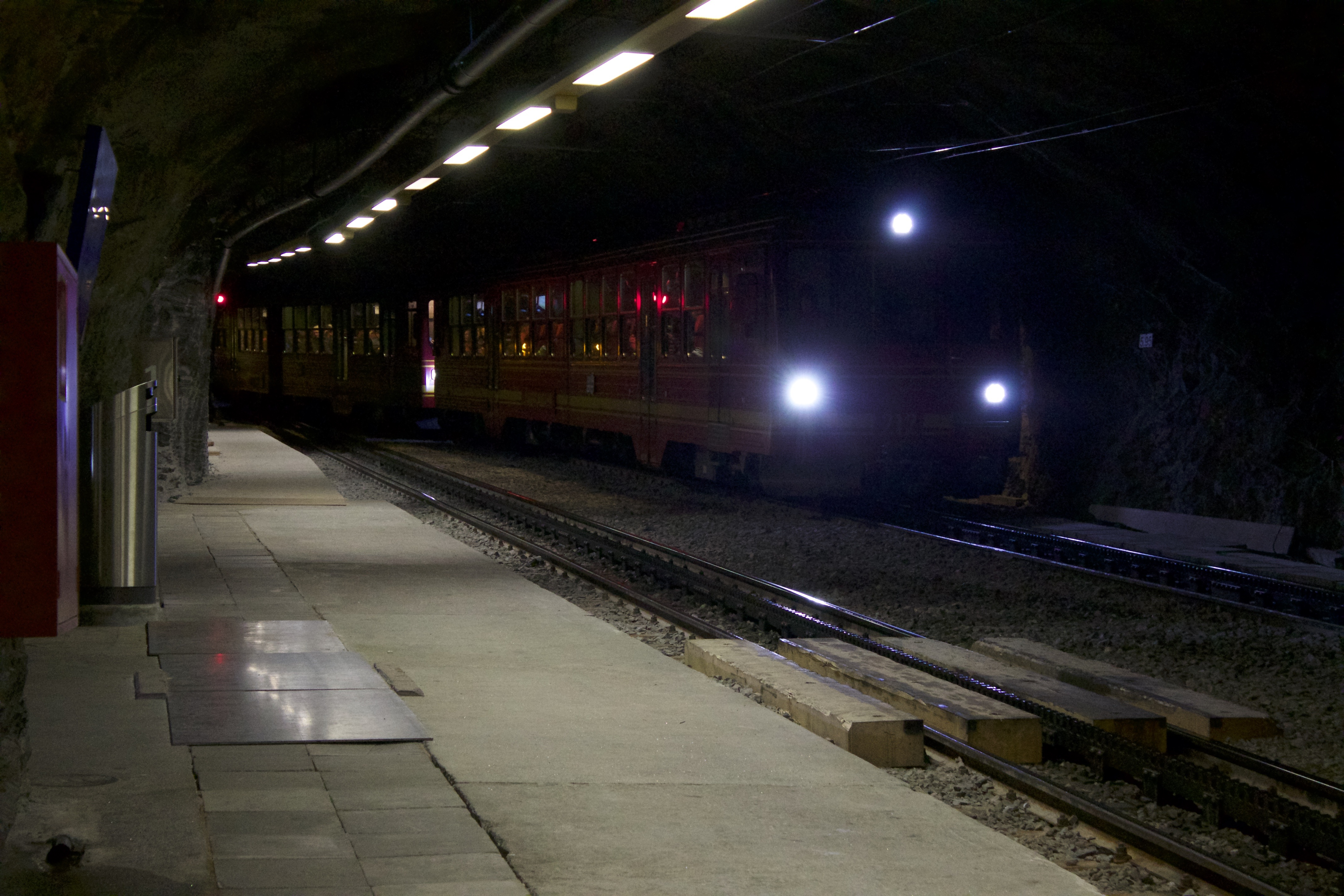
Tunnel bei Jungfraujoch, 3454 m (2015)